# بحيرة بنزرت
بحيرة بنزرت هي بحيرة تقع في الشمال التونسي وتغذيها عدة أودية تنبع من حوض يمتد على مساحة شاسعة. وتمثل التقلبات المناخية والأنشطة الاقتصادية المتزايدة في السنوات الأخيرة أهم العوامل المؤثرة في هذا الحوض وفي السيول التي تنبع منه في اتجاه البحيرة إذ تعاني هذه البحيرة من التلوث الصناعي. تحوي هذه البحيرة على المرفأ الاقتصادي لمدينة بنزرت. تمتد البحيرة على مساحة 120 كم مربع ويبلغ العمق المتوسط للبحيرة 7 أمتار ويمكن أن تصل إلى 12 مترا[بحاجة لمصدر].
و تضم بنزرت مينائين، الأول بالشمال الشرقي، والثاني على مستوى منزل بورقيبة في الجنوب الغربي أين توجد أحواض لإصلاح السفن.
يمارس فيها نشاط لتربية الأحياء المائية ولكن بنسق تطور محدود. في الشمال الغربي يوجد نشاط لصيد الأسماك من خلال مزرعة سمكية أما بالشمال الشرقي فيوجد بها نشاط التقاط المحار وبلح البحر الذي ينتج حوالي 120 طن في السنة[بحاجة لمصدر].
تعد البحيرة محيط حضري وصناعي. بالتوازي نجد أن مدن بنزرت، منزل بورقيبة، منزل عبد الرحمان ومنزل جميل التي تقع على ضفاف البحيرة تضم مجتمعة أكثر من 200٬000 نسمة. يظهر النشاط الاقتصادي حاضرا بقوة حيث نجد الصناعات الثقيلة عبر المركب الصناعي بمنزل بورقيبة (الفولاذ)، وتكرير النفط ببنزرت (شركة STIR)، ووحدة لمعالجة الزيوت المستعملة (شركة Sotulub) والإسمنت (اسمنت بنزرت)، توجد على ضفاف البحيرة عديد الأنشطة الاقتصادية كالمنطقة الحرة التي تضم عديد المؤسسات الصناعية والخدماتية.